# Омельково (Луганская область)
Омельково (укр. Омелькове) — село, относится к Старобельскому району Луганской области Украины.
Население по переписи 2001 года составляло 42 человека. Почтовый индекс — 92764. Телефонный код — 6461. Занимает площадь 0,781 км². Код КОАТУУ — 4425187502.

## Местный совет
92764, Луганська обл., Старобільський р-н, с. Шульгинка, вул. Театральна, 1д  (укр.)